# Igreja de Nossa Senhora de Lourdes (João Pessoa)
A Igreja de Nossa Senhora de Lourdes, é um templo católico localizado no Centro Histórico de João Pessoa, capital do estado brasileiro da Paraíba. Destaca-se pela arquitetura Neoclássica.
A igreja faz parte da história da Paraíba, no ano de 1817, durante a Revolução dos Padres, Peregrino de Carvalho, foi um dos cinco mártires da revolução que almejava a proclamação da república; após a sua execução, o corpo foi esquartejado e expostos na frente da igreja.

## Eventos
Todo ano acontece a Romaria da Penha, uma caminhada de 14 quilômetros que sai da Igreja de Nossa Senhora de Lourdes, do bairro de Jaguaribe na região do Centro Histórico de João Pessoa, e vai até à Capela, na Praia da Penha. A Romaria sempre é realizada no último domingo de novembro.